# Careiro da Várzea
Careiro de la Várzea es un municipio brasileño localizado en la Región Metropolitana de Manaus, en el estado del Amazonas. Su población, estimada para 2016 de acuerdo con el Instituto Brasileño de Geografía y Estadística (IBGE), era de 28 592 habitantes.

## Historia
El municipio de Careiro de la Várzea fue creado el 30 de diciembre de 1987.

## Geografía
El acceso al municipio se da por vía fluvial, en embarcaciones que salen diariamente del puerto de Manaus o en lanchas rápidas que salen del puerto del Ceasa en Manaus. El municipio está compuesto típicamente de terreno inundable (95%), siendo el restante  áreas de tierra firme.
En la época de llena anual tiene acceso fluvial al municipio de Autazes a través del paraná del Gurupá localizado en Careiro de la Várzea, las lanchas salen del puerto de Manaus.

## Política
El primer administrador de Careiro de Várzea fue Valeriano Sotero de Silva, enseguida, fue nombrado José Vasconcelos de Harías. En 1988 hubo la primera elección directa para alcalde, siendo electa Maria de las Gracias Alencar (1989-1992). Los alcaldes que se siguieron fueron Pedro Duarte Guedes (1993-1996), José Teixeira de la Costa (1997-2000), Pedro Duarte Guedes (2001-2004), Pedro Duarte Guedes (2005-2008), Raimundo Nonato de Silva (2009-2012), Pedro Duarte Guedes (2013-2016) y actualmente, el municipio de Careiro de Várzea es gobernado por Ramiro Gonçalves (PMDB Amazonas Archivado el 31 de diciembre de 2013 en Wayback Machine.) electo alcalde del municipio juntamente con Kedson Araújo (PP) vicealcalde para el mandato de 2017 a 2020.

## Festivos municipales
15 de agosto, día de la patrona del Municipio, Nuestra Señora del Perpetuo Socorro
- 1 de diciembre, aniversario del Municipio.
- 27 de junio - Día del Mestiço.

## Galería de fotos

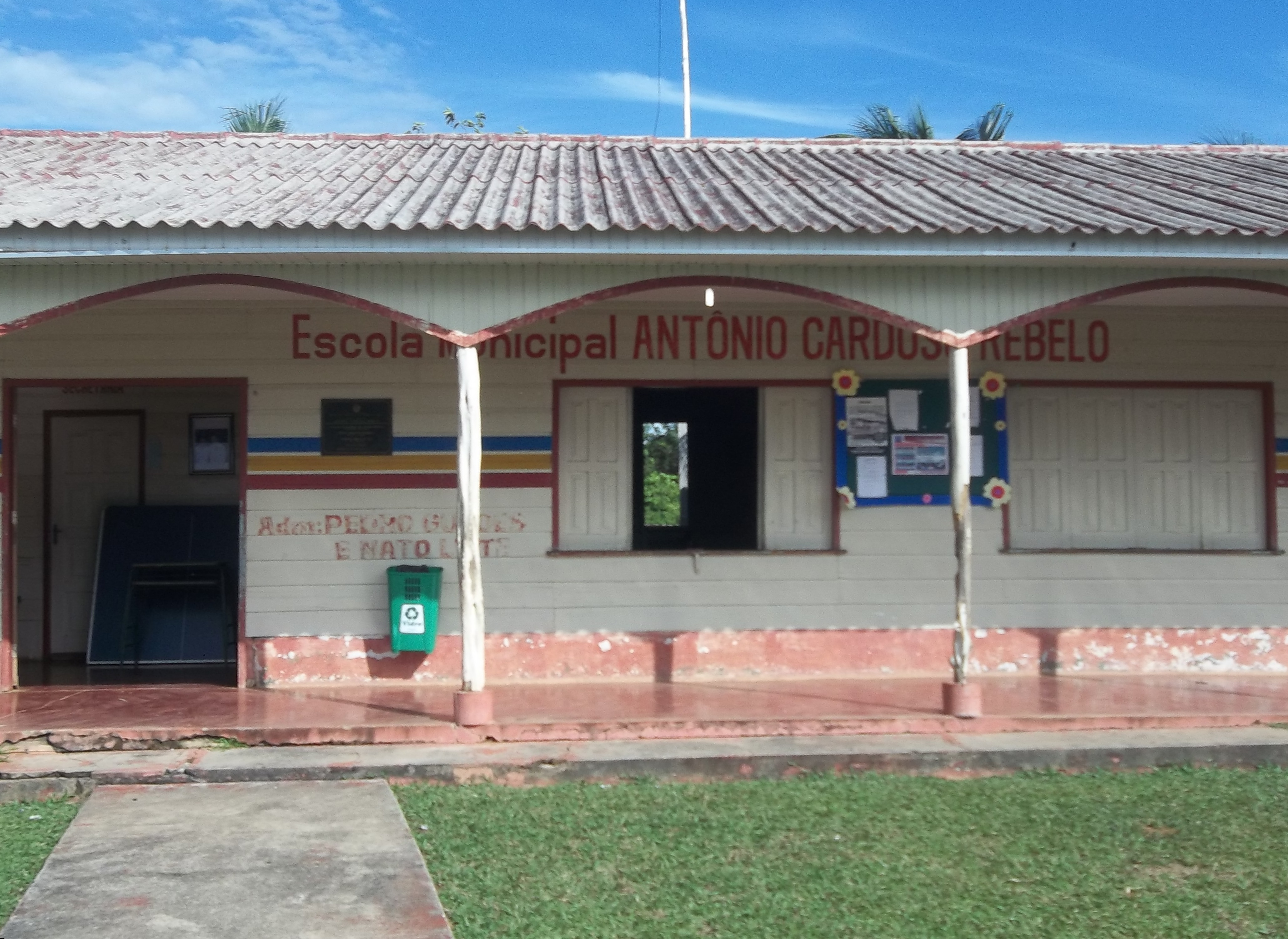
Escuela municipal en la comunidad ribeirinha del Lago del Cumã.
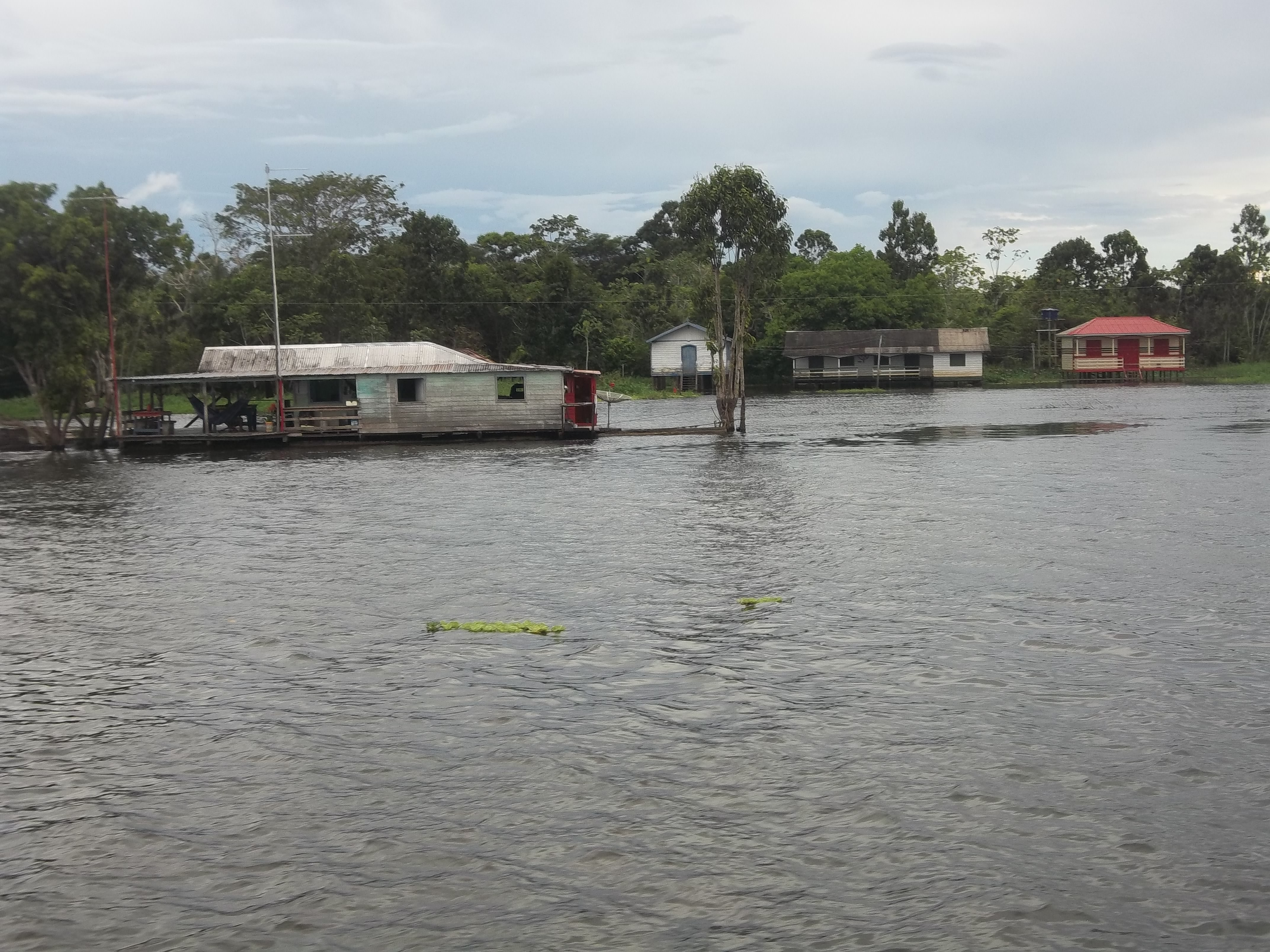
Comunidad ribeirinha en el municipio.
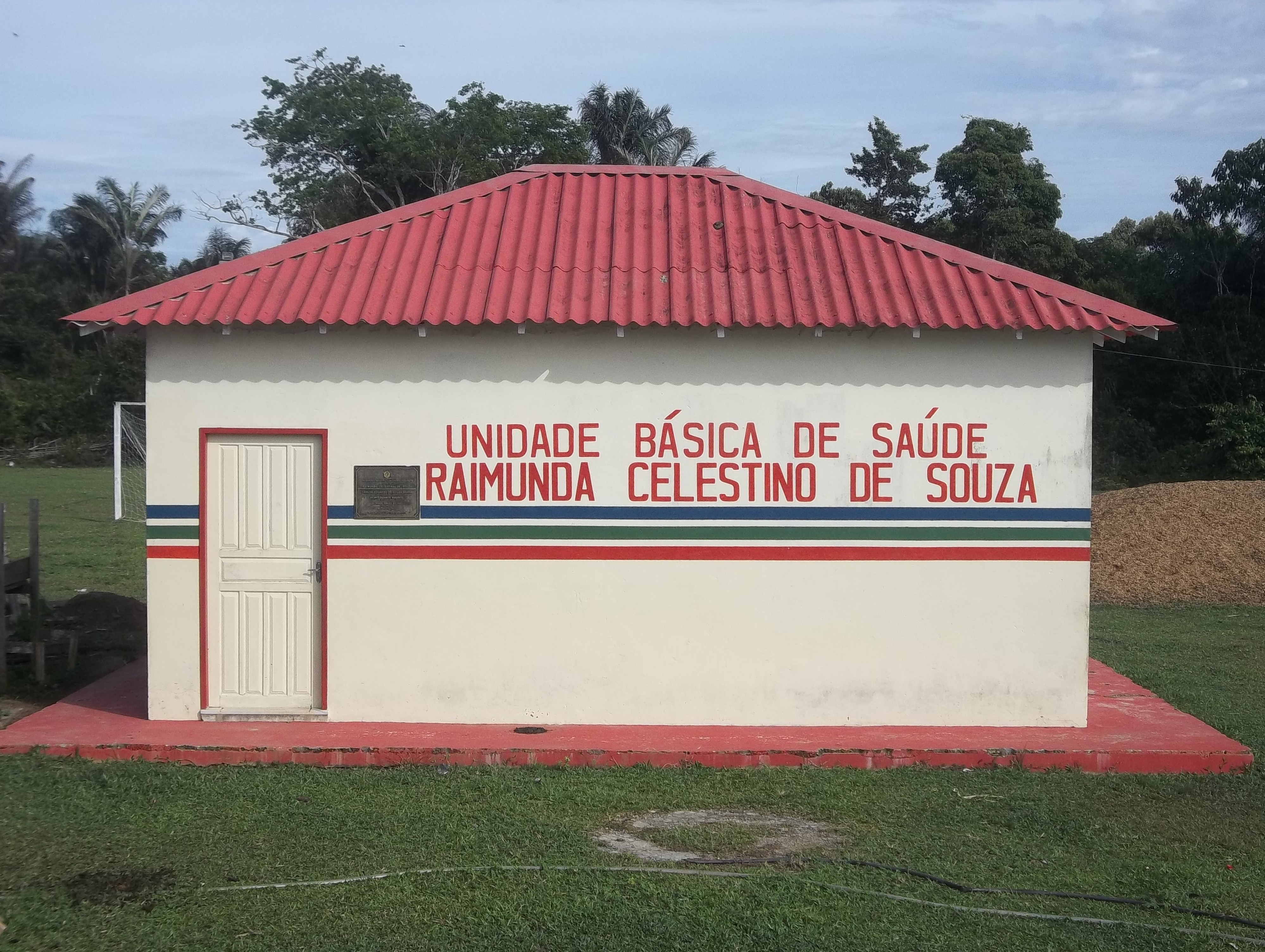
Unidad Básica de Salud en la comunidad ribeirinha del Lago del Cumã.
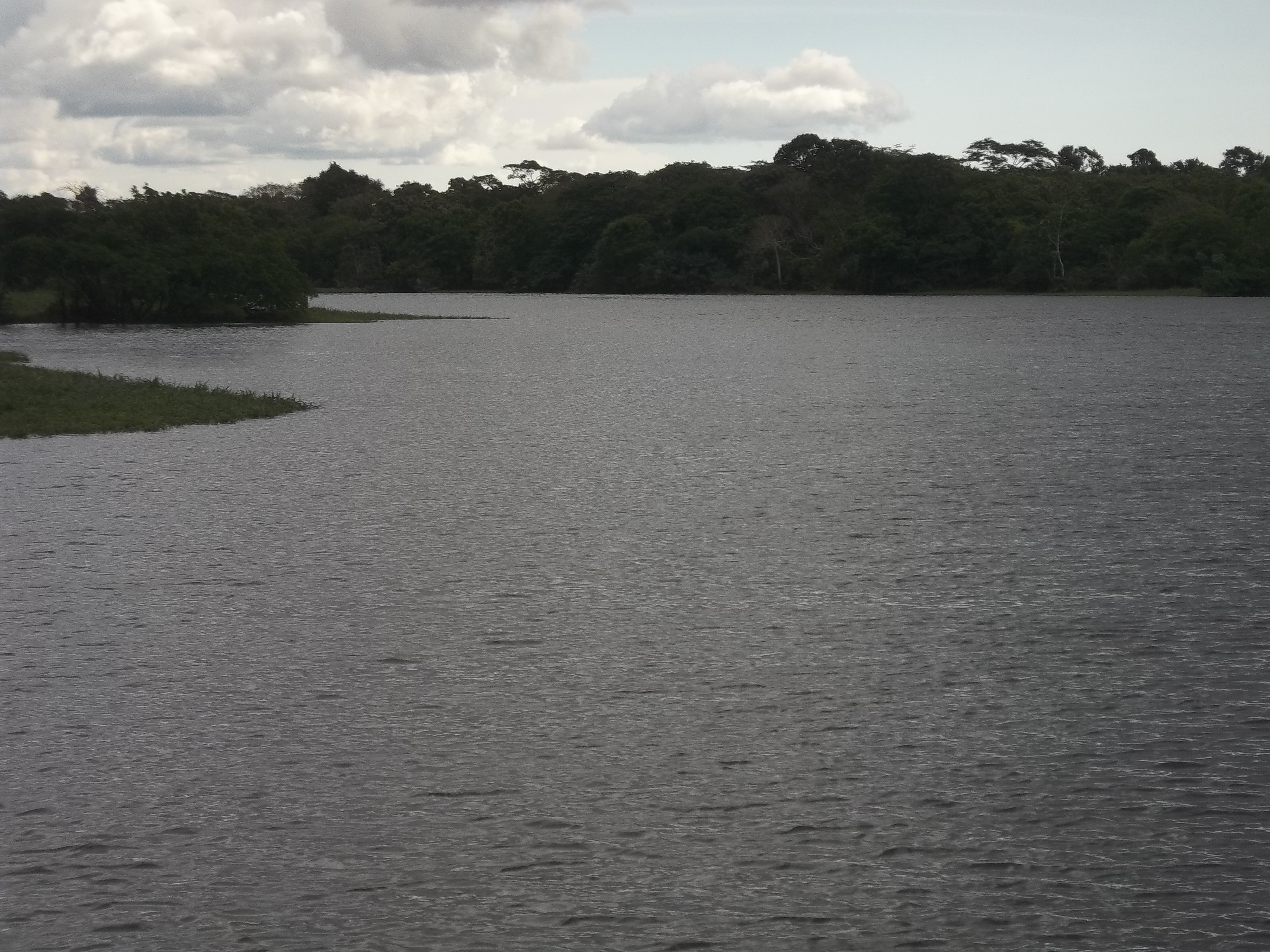
Vista de la vegetación del municipio.
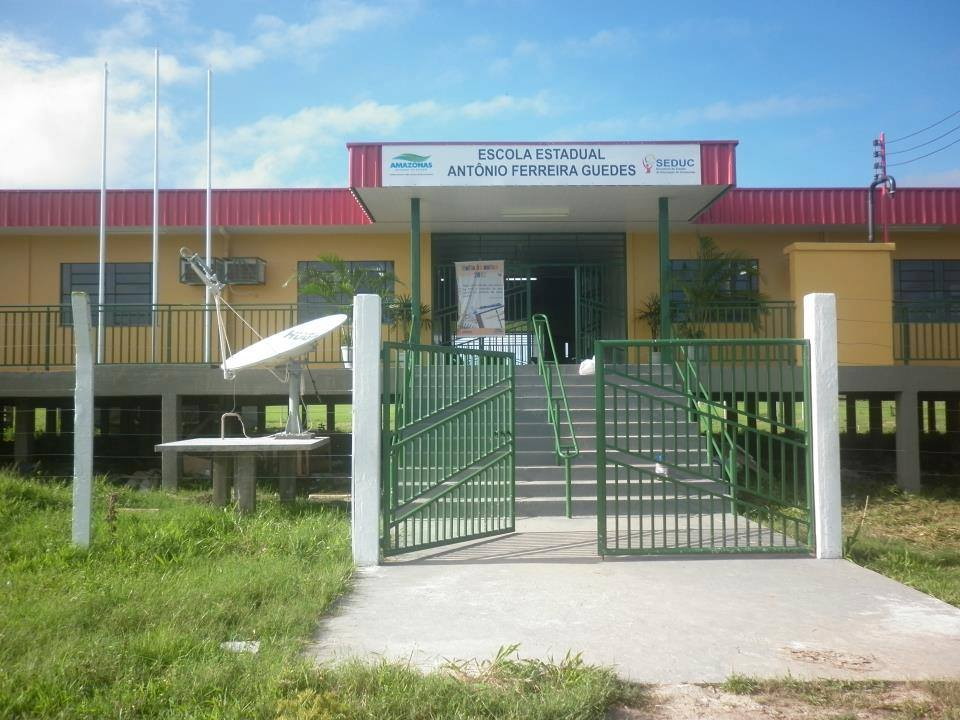
Colegio de Educación Básica, Media y Superior localizado en la foz del paraná del Gurupá con el paraná del Careiro

1. ↑  Worldpostalcodes.org,código postal n.º 69255.

- Datos: Q1807045
- Multimedia: Careiro da Várzea / Q1807045